# Elephantomyia (Elephantomyia) pleurolineata
Elephantomyia (Elephantomyia) pleurolineata is een tweevleugelige uit de familie steltmuggen (Limoniidae). De soort komt voor in het Afrotropisch gebied.